# Nameuilni
Nameuilni /dolazi od Numawiwini =sturgeon man/, jedna od bivših bandi Ojibwa Indijanaca, porodica algonquian, koji su oko 1760. živjeli sjeverozapadno od jezera Superior, na području kanadske provincije Ontario. Područje im se nalazilo između jezera Rainy Lake i jezera Lake Nipigon.
Chauvignerie kaže da im je totem bio Sturgeon (jesetra). Nameulini su možda čipeva-klan Nama, ali pod ovim imenom se više ne spominju.